# Marko Đorđević (Fußballspieler)
Marko Đorđević (serbisch-kyrillisch Марко Ђорђевић; * 22. Mai 1983 in Kruševac) ist ein serbischer Fußballspieler. Der Rechtsfuß wird in der Abwehr eingesetzt.

## Karriere
Đorđević begann seine Profikarriere beim FK Napredak Kruševac, für den er von Juli 2007 bis Juni 2009 spielte. Sein Debüt in der SuperLiga, der höchsten Spielklasse im serbischen Fußball, hatte er in dieser Mannschaft am 18. August 2007 und erzielte für diesen Verein am 29. März 2008 auch sein erstes Erstligator gegen den FK Smederevo. Im Juli 2009 wechselte er zum FK Jagodina. Im Januar 2011 wurde der Verteidiger vom kasachischen Verein Kairat Almaty verpflichtet. Im Juni 2011 erlitt er einen Meniskusriss.